# ثانوية فورتسبورغ الأمريكية
ثانوية فورتسبورغ الأمريكية هي مدرسة دولية خاصة تقع في فورتسبورغ، ألمانيا.

## الروابط الخارجية
- Alumni Association
- WAHS Yearbooks Online
- Alumni Facebook Page
- American Overseas Schools Historical Society